# Zmróżka klejnotka
Zmróżka klejnotka (Cryptocephalus chrysopus) – gatunek chrząszcza z rodziny stonkowatych i podrodziny Cryptocephalinae.

## Taksonomia
Gatunek po raz pierwszy został naukowo opisany w 1790 roku przez Johanna Friedricha Gmelina.

## Morfologia
Chrząszcz o krępym, walcowatym ciele długości od 2 do 2,5 mm. Głowa jest żółta z czarnymi: ciemieniem, krótką pręgą przez połowę czoła i parą kropek nad panewkami czułkowymi. Czułki mają nasadową połowę ubarwioną żółtawobrunatnie, zaś połowę wierzchołkową czarną. Przedplecze u samicy jest całkiem czarne, zaś u samca ma wąską, poprzeczną przepaskę żółtej barwy, biegnącą wzdłuż jego przedniej krawędzi. Powierzchnię przedplecza pokrywa niewyraźne punktowanie. Ubarwienie pokryw jest czarne z żółtymi wierzchołkami, natomiast bez jasnej plamy między tarczką i guzami barkowymi. Na powierzchni pokryw występują dość głębokie punkty, układające się w regularne rządki. Genitalia samca mają wierzchołek płytki grzbietowej prącia przedłużony w długi i bocznie spłaszczony wyrostek. Kolor odnóży jest ciemnożółty.

## Ekologia i występowanie
Owad ten zasiedla zarośla, skraje lasów, stanowiska kserotermiczne, polany i ogrody. Owady dorosłe aktywne są od maja do lipca. Roślinami żywicielskimi larw są wierzby, dęby i róże, natomiast osobniki dorosłe żerują na kwiatach głogów i tarnin.
Gatunek zachoniopalearktyczny. W Europie znany jest z Hiszpanii, Francji, Luksemburga, Belgii, Niemiec, Szwajcarii, Liechtensteinu, Austrii, Włoch, San Marino, Łotwy, Litwy, Polski, Czech, Słowacji, Węgier, Białorusi, Ukrainy, Rumunii, Mołdawii, Słowenii, Bułgarii, Serbii, Czarnogóry, Grecji i Rosji. Poza tym występuje na Bliskim Wschodzie i w Afryce Północnej. W Polsce stwierdzony został na nielicznych, rozproszonych stanowiskach.